# Paraselene

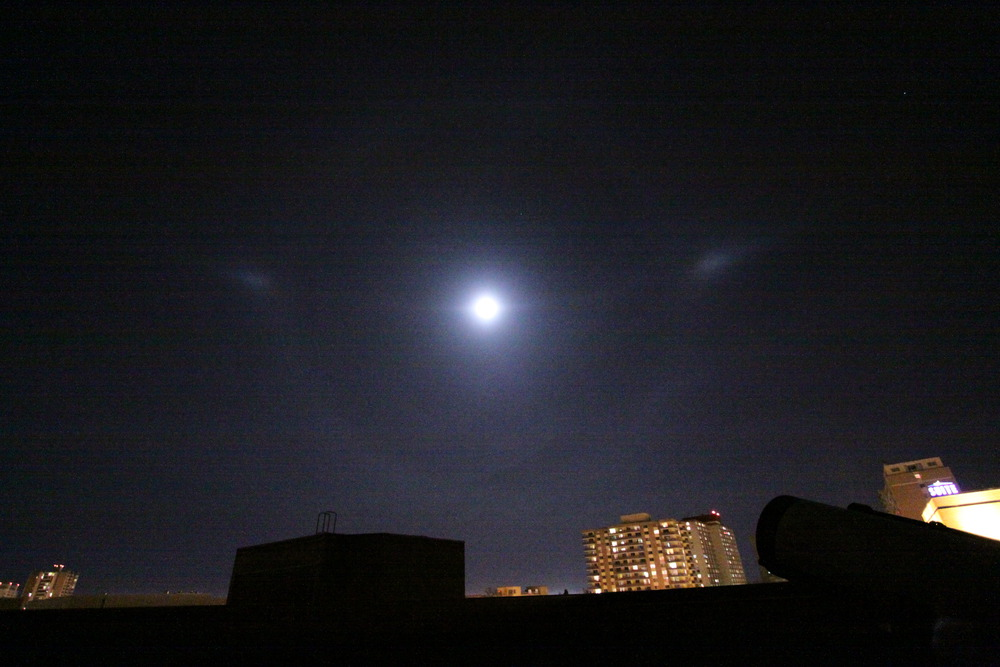
Una paraselene.

Una paraselene es un fenómeno óptico que ocurre al reflejarse o refractarse la luz lunar en las nubes y que se manifiesta como puntos luminosos en un gran halo luminoso que envuelve al astro a través de dichas nubes. Su origen es el mismo que el fenómeno conocido como parhelio.
Este fenómeno es como una forma en que la luna se refracta y se refleja en las nubes cirrus, pero también se ve un fenómeno en particular, se ve como un supuesto círculo que rodea todo el cielo, ese fenómeno es un círculo paraselenetico, es una línea que va a la dirección opuesta a la Luna, ahí se conectan los paraselenes.